# Поса-де-ла-Вега
Поса-де-ла-Вега (ісп. Poza de la Vega) — муніципалітет в Іспанії, у складі автономної спільноти Кастилія-і-Леон, у провінції Паленсія. Населення — 234 особи (2010).
Муніципалітет розташований на відстані близько 260 км на північ від Мадрида, 65 км на північ від Паленсії.

## Демографія
Динаміка населення (INE ):